# Progetto di ferrovia Subappennina
Il progetto di Ferrovia Subappennina, noto anche come ferrovia Subappennina Italica fu un progetto relativo alla realizzazione di una dorsale alternativa alla linea costiera Adriatica. La linea si sarebbe diramata dalla Bologna-Ancona all'altezza di Santarcangelo di Romagna per attraversare la Valmarecchia, collegare Urbino a Fermignano e Pergola, terminando sulla Roma-Ancona nei pressi di Fabriano. La sola parte entrata in servizio fu la ferrovia Urbino-Fabriano.

## Prodromi: la dorsale alternativa all'Adriatica
La linea ferroviaria ebbe una storia complessa e travagliata. Essa rientrò in un più ampio piano che prevedeva la costruzione di una linea dorsale, dalle caratteristiche favorevoli e vantaggiosa dal punto di vista militare, alternativa alla linea costiera adriatica che, essendo stata progettata e costruita per motivi economici a ridosso del mare, era ritenuta troppo esposta alle eventuali flotte marine avverse e quindi militarmente insicura.
Il piano previde la costruzione di una ferrovia, denominata Subappennina Italica, che corresse parallela alla linea adriatica, ma al riparo dal tiro delle navi nemiche. Fu pertanto ritenuto urgente costruire una ferrovia protetta dagli Appennini, che fungesse da alternativa alle linee esistenti: un progetto che per la valenza fu equiparabile alle dorsali tirrenica e Adriatica e alla Firenze-Roma, in particolare l'attuale linea lenta.
Alcune sezioni di questa opera ferroviaria furono effettivamente costruite e tra queste ebbe priorità quella tra Fabriano e Santarcangelo di Romagna che era vista come indispensabile alternativa militare nei collegamenti tra l'Italia centrale e la Pianura padana.
La linea Santarcangelo di Romagna-Urbino-Fabriano fu inserita a seguito della legge 29 luglio 1879, n. 5002, detta legge Baccarini, tra le ferrovie di terza categoria, le quali avrebbero richiesto una partecipazione degli enti amministrativi provinciali per il 20% della spesa di costruzione e di armamento.

## Le proposte
Un primo progetto fu presentato dall'ingegnere Emilio Oliveri nel 1880. Esso riguardò un percorso Urbino-Santarcangelo di Romagna che avrebbe attraversato il versante sinistro della valle del Conca, sottopassando il Colle di Montescudo con una galleria per giungere ad Ospedaletto di Coriano. La linea avrebbe attraversato il Marecchia con un lungo viadotto di 190 m nei pressi di Santarcangelo di Romagna.
Questo percorso fu definito tracciato basso e fu osteggiato dai comuni del Montefeltro che in contrapposizione produssero altre due varianti. Nella prima, detta tracciato alto, la ferrovia da Urbino sarebbe passata nei pressi di Sassocorvaro, Macerata Feltria, Montecerignone, San Leo, Pietracuta e Verucchio per giungere sempre a Santarcangelo di Romagna. Nella seconda, detta tracciato medio, da Urbino sarebbe passata verso Tavoleto, Montegrimano, Montecerignone e San Leo.
Tali interventi divennero sempre più accesi: nel 1886, sedici comuni si coalizzarono a sostegno del tracciato basso, appoggiati anche dal comune di Rimini il quale chiese inoltre al Ministero dei lavori pubblici di preferire il punto di arrivo della ferrovia sulla città riminese piuttosto che su Santarcangelo di Romagna. In cambio di questa richiesta e allo scopo compensare l'esclusione dal tracciato interessante i comuni del Montefeltro, nel 1890, il politico riminese Antonio Ferrucci, membro del Consiglio superiore dei Lavori Pubblici, propose la costruzione della ferrovia Rimini-Novafeltria. Tuttavia le battaglie legislative si conclusero nel 1894 quando il Consiglio Superiore dei Lavori Pubblici approvò definitivamente il tracciato cosiddetto medio.
Occorsero tuttavia vari provvedimenti legislativi, anche caldeggiati dal Ministero della Guerra, per reperire di volta in volte le risorse economiche per la costruzione della linea. I lavori procedettero a singhiozzo: il tratto di trentadue chilometri tra Fabriano e Pergola fu completato il 28 aprile 1895, mentre la successiva sezione fino a Urbino, di quarantotto km, fu inaugurata il 20 settembre 1898. La linea venne inserita tra quelle della Rete Adriatica ed esercita, fino al passaggio alle Ferrovie dello Stato avvenuto nel 1906, dalla Società Italiana per le strade ferrate meridionali.

## La costruzione

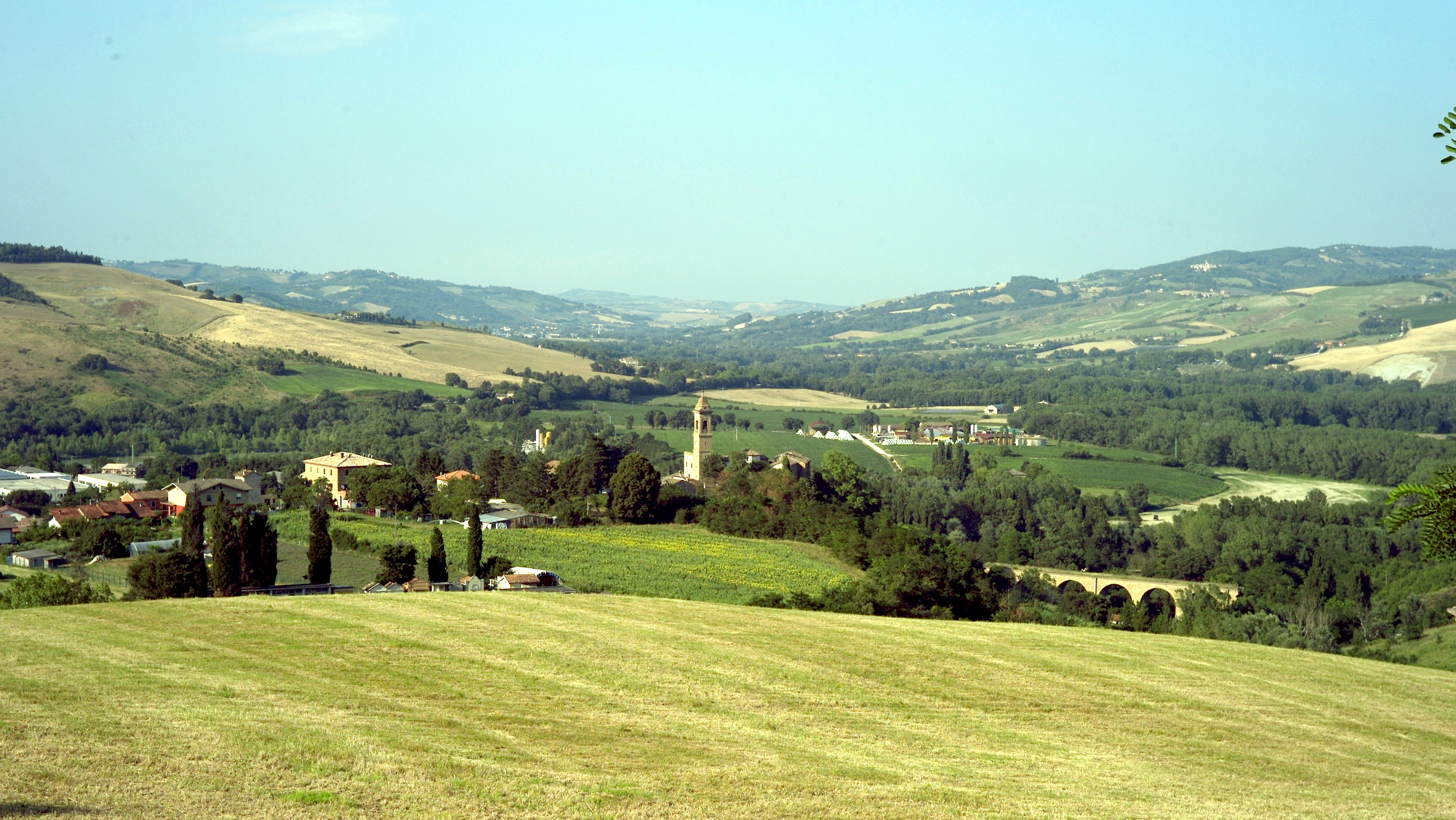
Panoramica di Schieti con un viadotto (a destra) della ferrovia incompiuta

### Santarcangelo di Romagna-Urbino
Il progetto della sezione terminale tra Santarcangelo di Romagna e San Leo, di 22,500 km, fu approvato con i DM 10 agosto 1908 n. 3214 e 13 settembre 1911 n. 5615. I relativi lavori iniziarono nel 1909.
Successivamente, con i DM 31 maggio 1914 n. 1113, 10 novembre 1914 n. 7699, 11 novembre 1919 n. 4844, venne approvato il progetto della tratta Auditore-Urbino. Nel frattempo, lo scoppio della prima guerra mondiale, nel 1915 aveva confermato i dubbi sulla vulnerabilità della linea adriatica per cui i lavori della ferrovia ebbero nuovo slancio: iniziò nello stesso anno la costruzione della sezione di 15,100 km tra Urbino e Auditore, comprensiva delle gallerie di Urbino e del Pallino, lunghe complessivamente oltre sei chilometri.
Terminata la guerra, i lavori di costruzione si interruppero, sia per le mutate esigenze militari, determinate dalla nascente importanza dell'aviazione, sia perché le zone attraversate non sembravano offrire le garanzie economiche per la sopravvivenza futura della linea. Nei due tronchi Santarcangelo di Romagna-San Leo e Auditore-Urbino le opere civili erano state pressoché terminate, sebbene i binari non furono posati del tutto nel primo tratto. La sezione tra San Leo e Auditore, invece, era stata solamente tracciata a grandi linee: nel 1930 la galleria Case Nuove, a due chilometri da Auditore, risultava ancora in costruzione.
Nel 1928 venne tracciato dalle Ferrovie dello Stato il percorso della tratta San Leo-Macerata Feltria, di 16 km. L'impresa Nuove Costruzioni Ferroviarie nello stesso anno ultimò il progetto definitivo della tratta Macerata Feltria-Auditore, di 13,600 km.
Tra il 1932 e il 1933 i lavori di costruzione della Santarcangelo di Romagna-Urbino furono definitivamente sospesi. Tra le cause vi fu anche un movimento franoso nei pressi di San Leo, che causò il crollo sia di un tratto lungo circa 400 m di sede ferroviaria appena costruita sia l'ingresso di una galleria.
Nel 1948 il tratto fra le stazioni di Verucchio e Pietracuta, del tronco Santarcangelo di Romagna-San Leo, fu reimpiegato, adattandolo, da una variante della ferrovia Rimini-Novafeltria. In particolare, si posò il binario a scartamento ridotto sul sedime previsto per lo scartamento ordinario. Questa ferrovia fu poi chiusa nel 1960.

## Caratteristiche
| Continuation backward |

| Station on track |

|  | Unknown route-map component "xABZgl" | Unknown route-map component "CONTfq" |

| Unknown route-map component "exBHF" |

| Unknown route-map component "exWBRÜCKE1" |

| Unknown route-map component "exhKRZWae" |

| Unknown route-map component "exTUNNEL1" |

|  | Unknown route-map component "exABZg+l" | Unknown route-map component "exCONTfq" |

| Unknown route-map component "exBHF" |

| Unknown route-map component "exBUE" |

| Unknown route-map component "exBHF" |

| Unknown route-map component "exCONTgq" | Unknown route-map component "exABZgr" |  |

| Unknown route-map component "exhKRZWae" |

| Unknown route-map component "exTUNNEL1" |

| Unknown route-map component "exBHF" |

| Unknown route-map component "exWBRÜCKE1" |

| Unknown route-map component "exLSTR" + Unknown route-map component "GRZq" |

| Unknown route-map component "exLDST" |

| Unknown route-map component "exLDST" |

| Unknown route-map component "exLDST" |

| Unknown route-map component "exTUNNEL1" |

| Unknown route-map component "exTUNNEL1" |

| Unknown route-map component "exTUNNEL1" |

| Unknown route-map component "exBHF" |

| Unknown route-map component "exWBRÜCKE2" |

| Unknown route-map component "exhKRZWae" |

| Unknown route-map component "exWBRÜCKE2" |

| Unknown route-map component "exBHF" |

| Unknown route-map component "exhKRZWae" |

| Unknown route-map component "exTUNNEL1" |

| Unknown route-map component "exBHF" |

| Unknown route-map component "exTUNNEL1" |

| Unknown route-map component "exBHF" |

| Unknown route-map component "exCONTf" |

### Santarcangelo di Romagna-Urbino
L'originario tracciato della ferrovia Subappennina che avrebbe dovuto collegare Santarcangelo di Romagna ad Urbino si può distinguere in tre tronchi:
- Santarcangelo di Romagna-San Leo: costruito ma mai in esercizio;
- San Leo-Auditore: progettato ma mai cantierizzato;
- Auditore-Urbino: costruito ma mai entrato in esercizio[A 11][6].

Il primo tronco, fra Santarcangelo di Romagna e San Leo, fu ultimato nel 1918, ma non entrò mai in esercizio. Venne in seguito completamente smantellato. Al 2009 esistevano:
- Il fabbricato viaggiatori della stazione di Poggio Berni;
- Il fabbricato viaggiatori della stazione di Verucchio;
- Il fabbricato viaggiatori della stazione di Pietracuta;
- Il fabbricato viaggiatori e il magazzino merci della stazione di San Leo, in località Pietramaura-Agenzia;
- Molti caselli.

Per quanto riguarda la sede, essa è ancora ben identificabile lungo quasi tutto il percorso. Il sedime del tronco Verrucchio-Pietracuta, dopo esser stato reimpiegato dalla ferrovia Rimini-Novafeltria, è stato trasformato nella sede della strada provinciale SP 258 R, in variante al tracciato originario della strada stessa.
Il secondo tronco, fra San Leo e Auditore, non vide l'apertura dei cantieri. Furono presentati due progetti:
- Tracciato alto: prevedeva di proseguire da Pietracuta verso est, da qui risalire lungo la Valmarecchia e per poi arrivare a Pennabilli, toccando vari centri, fino a Auditore;
- Tracciato medio: prevedeva che da Pietracuta si salisse lungo la valle del Mazzocco in direzione di San Leo. In questo caso, da San Leo la ferrovia avrebbe dovuto attraversare in galleria lo spartiacque che divide San Marino da San Leo. Da qui si sarebbe seguita la valle del Foglia passando per Monte Cerignone, Macerata Feltria e Mercatale di Sassocorvaro, per giungere quindi alla località Auditore. Il tratto costruito tra Pietracuta e San Leo seguiva il tracciato appena descritto.

Il terzo tronco, che collegava l'impianto ferroviario di Auditore a quello a servizio del comune di Urbino, è stato completamente smantellato. Rimangono visibili alcune strutture, in particolare fra la località di Auditore e la frazione urbinate Schieti, come alcuni fabbricati viaggiatori e i magazzini merci. Sono presenti anche diverse opere d'arte. Due gallerie sono lunghe oltre tre chilometri:
- La galleria Pallino (della lunghezza di 3.448 m), preceduta da un viadotto omonimo a 9 luci[6];
- La galleria Urbino (della lunghezza di 3.516 m), reimpiegata per l'acquedotto.

A nord e a sud dell'abitato di Schieti, all'interno del quale vi era la fermata di Schieti-San Patrignano (il cui fabbricato viaggiatori risulta trasformato in abitazione privata), la ferrovia percorreva due lunghi viadotti ad arco rispettivamente a nord e a sud di Schieti di cui uno a 12 luci di 10 m, al 2009 ancora visibili anche se in disfacimento e parzialmente crollati.

### Annotazioni
1. ↑  Il portale della galleria è ancora visibile, il resto della galleria è in parte crollato.
2. ↑  Il PL è stato poi trasformato in una fermata per la linea Rimini-Novafeltria chiamata Torello.
3. 1 2  La galleria è in parte crollata.
4. 1 2 3  La stazione non è stata costruita.
5. ↑  La galleria è stata costruita parzialmente.
6. ↑  La galleria è crollata.
7. ↑  Il ponte è in parte crollato.
8. 1 2  Il viadotto è in parte crollato.
9. ↑  La stazione è adibita ad abitazione privata.
10. ↑  La stazione, ristrutturata, ospita una scuola.
11. ↑  Il III e il IV tronco vennero realizzati dall'impresa Pietro Cidonio di Roma.

### Fonti
1. ↑   Fabriano Storica - Linee ferroviarie interne marchigiane, su fabrianostorica.it. URL consultato il 3 dicembre 2016.
2. ↑  Antonio Crispo, Le Ferrovie Italiane-Storia politica ed economica, Giuffrè Editore, 1940, citato da: Gianfranco Tiberi (della direzione generale delle FS) in La Tecnica Professionale 11/12 a pag. 626: Gli investimenti ferroviari:150 anni di altalena, Rivista edita dal Collegio Ingegneri Ferroviari Italiani. 1989-Roma.
3. ↑  Legge 29 luglio 1879, n. 5002, per la costruzione di nuove linee di completamento della rete ferroviaria del Regno
4. ↑   Gianluca Calbucci, Quando la ferrovia doveva passare da Ospedaletto, in Informazioni, trimestrale edito dal comune di Coriano, XXIV, n. 1, 2004,  p. 9.
5. ↑   Sviluppo delle ferrovie italiane dal 1839 al 31 dicembre 1926, Roma, Ufficio Centrale di Statistica delle Ferrovie dello Stato, 1927. Vedi  Alessandro Tuzza, Trenidicarta.it, 1997-2007. URL consultato il 13 luglio 2011.
6. 1 2 3  Tutto treno & storia, op. cit.